# Alberto D'Aversa
 Alberto D'Aversa  fue un actor y director de cine y de teatro que nació en Casarano, Puglia, Italia el 4 de marzo de 1920 y falleció en San Pablo, Brasil el 21 de junio de 1969.Realizó su actividad profesional sucesivamente en Italia, Argentina y Brasil. 

## Actividad profesional
En 1941, ya iniciada la Segunda Guerra Mundial D'Aversa se incorpor a la Regia Accademia di Drammatica Arti di Roma. Fue llamado a filas y trabajó como camarógrafo y, más adelante, se une al movimiento de la resistencia italiana. A poco de finalizada la guerra comienza a trabajar en el cine y el teatro y en 1947 hace una gira por América del Sur, con la compañía Torrieri Diana.
En 1950 se radica en Argentina y trabaja en cine y en teatro. Dirige varias películas, incluyendo Muerte civil (1953), una adaptación de la pieza teatral homónima de Paolo Giacometti, para la productora de Armando Bo. Fue designado para conducir el Teatro IFT, donde en 1953 su puesta de Madre Coraje, de Bertolt Brecht tiene gran éxito y prolonga su representación durante cuatro temporadas con Jordana Fain como protagonista.

## Filmografía
Director
- Três Histórias de Amor (1966)
- Seara Vermelha (1964)
- La novia (1955)
- Los hampones (1955)
- Muerte civil (1954)
- Honrarás a tu madre (1951)
- Mi divina pobreza (1951)
- Una voce nel tuo cuore (1949)
- 07... Tassì (1945)

Guionista
- Golias Contra o Homem das Bolinhas (1969)
- Três Histórias de Amor (1966)
- Mi divina pobreza (1951)
- Una voce nel tuo cuore (1949)
- 07... Tassì (1945)

Actor
- Muerte civil (1954)

Ayudante de dirección
- Accidenti alla guerra!...  (1948)